# 福田おろし

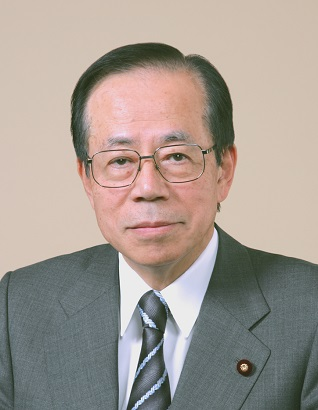
福田康夫

福田おろし（ふくだおろし）は、2008年に起こった自民党内の一部および連立与党の公明党からの福田康夫内閣総理大臣への退陣要求。

## 経緯
薬害肝炎訴訟の和解成立によって支持率が持ち直し、北海道洞爺湖サミットでの一気呵成を目指していた福田康夫内閣であったが、他方、連立与党の公明党では福田おろしの動きがくすぶりはじめた。神崎武法・前代表は7月2日に千葉県市原市で行なった講演で「これから支持率が上がり福田首相の手で解散になるのか、支持率が低迷してつぎの首相で解散になるのかわからない」と初めて福田の進退に触れた。公明党は橋頭堡でもある東京都議選を翌年夏に控えているため、それを重視している公明党にとっては、総選挙と都議選の日程が近くなるのはのぞましくなく、年明けまでの早期解散は望ましいはずであると、自民党執行部や政治記者は見ていた。しかし公明党の有力議員の多くが「自民党はまったくわかっていない」と難色を示し、「1月解散でも、任期満了選挙であろうと、与党が大敗して政権を野党に奪われては元も子もない。問題は福田首相のままで総選挙に勝てるかどうかだ。サミット後の支持率を見ても、この政権ではもう国民の支持を回復できそうにない。自民党は解散時期を考える前に、首相のクビを代えるかどうかの判断をすべきではないのか」との認識が完全に浸透し、福田のままの内閣改造案も拒否した。

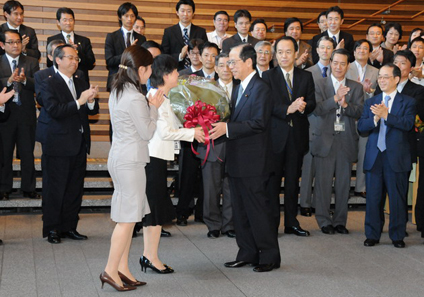
内閣総辞職に際して花束を贈呈される福田

福田は結局、8月はじめに内閣改造を断行。当初福田は公明党へ最大限の配慮を行い公明党の閣僚ポストを1→2に増やしそのうち一人は公明党の女性議員池坊保子や松あきらを指名したとされているが、組閣前に情報が政治記者たちによりリークされ公になったことで公明党は「党の人事に干渉するのはいかがなものか」と激怒し福田の申し出を拒否、結局現行の1ポストのままで斉藤鉄夫を環境大臣に任命したが党内や支持母体の創価学会では入閣せずに閣外協力でもよいのではという声まで出はじめていた。しかし公明党は、自民党の幹事長に、創価学会に批判的な伊吹文明が就任するのに対し人事干渉をしていたことも政治記者たちの話で公になった。そういったなか、参議院で野党が多数を占めるねじれ国会のジレンマに加えて、公明党内には着々と選挙準備を進める民主党への警戒感から「福田首相では総選挙を戦えない」という空気が広がり、しだいに福田は気力を喪失していく。公明党の強硬姿勢はついぞ変わることはなく、秋の臨時国会の争点になるインド洋での自衛隊艦船の給油活動を定めた新テロ特措法の延長問題に慎重論を唱え始めた。同法案は前年秋の臨時国会で野党が参院で否決し、自公連立政権は国会を2回延長して2008年1月に衆院の3分の2で再可決しなんとか成立させたが、今後公明党が反対すれば、自民だけでは衆院の3分の2に足りず継続法案は不成立となり、福田首相は政治責任を問われることとなる。このように公明党がいざとなれば福田内閣を総辞職に追い込むための切り札をちらつかせたため、福田は精神的に追い詰められ、9月1日の記者会見で退陣表明するにいたった。